# Hongaarse parlementsverkiezingen 1953

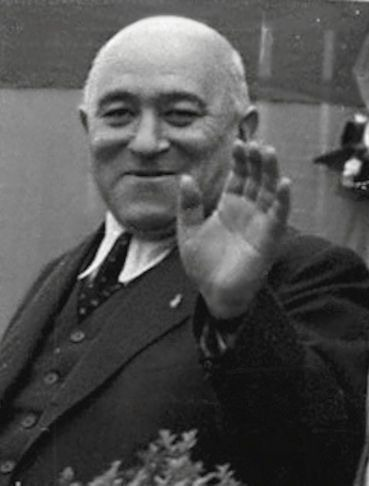
Mátyás Rákosi (1892-1971), de partijsecretaris van de Hongaarse Werkerspartij (MDP) en werkelijke machthebber van Hongarije

De Hongaarse parlementsverkiezingen van 1953 vonden op 17 mei van dat jaar plaats.De lijst van het Hongaars Onafhankelijkheidsfront (MFN) dat gedomineerd werd door de communistische Hongaarse Werkerspartij (MDP) kreeg 99% van de stemmen. Omgerekend in zetels gingen alle 298 zetels in het parlement naar de bij het FMN aangesloten kandidaten.

## Uitslag
| Coalitie                               | Partij of groep                 | Stemmen   | %     | Zetels    | Verschil |
| -------------------------------------- | ------------------------------- | --------- | ----- | --------- | -------- |
| Hongaars Onafhankelijkheidsfront (MFN) | Hongaarse Werkerspartij (MDP)   | 6.256.653 | 99,0% | 206 / 298 | 79       |
| Hongaars Onafhankelijkheidsfront (MFN) | Onafhankelijk                   | 6.256.653 | 99,0% | 92 / 298  | 25       |
| Totaal MFN                             | Totaal MFN                      | 6.256.653 | 99,0% | 298 / 298 | 104      |
| Tegen                                  | Tegen                           | 61.257    | 1,0%  | 0 / 298   | -        |
| Totaal                                 | Totaal                          | 6.370.519 | 100%  | 298       | 104      |
|                                        |                                 |           |       |           |          |
| Geldig uitgebrachte stemmen            | Geldig uitgebrachte stemmen     | -         | -     | -         |          |
| Blanco/ ongeldige stemmen              | Blanco/ ongeldige stemmen       | 52.609    | -     | -         |          |
| Totaal uitgebrachte stemmen            | Totaal uitgebrachte stemmen     | 6.370.519 | 100%  | 298       |          |
| Geregistreerde kiezers/ opkomst        | Geregistreerde kiezers/ opkomst | 6.501.869 | 98,0% |           |          |
| Bron: Nohlen et al.                    |                                 |           |       |           |          |

## Nasleep
Na de verkiezingen werd een nieuwe regering gevormd. De stalinist Mátyás Rákosi (1892-1971), die tot dan toe naast het leiderschap van de MDP ook als minister-president de regering leidde, werd in die laatste functie opgevolgd door de hervormingsgezinde Imre Nagy (1896-1958). Kort na zijn ambtsaanvaarding hield Nagy in het parlement een redevoering waarin hij het (harde) beleid van zijn voorganger bekritiseerde.